# Fabeae
Fabeae es una tribu de plantas de flores perteneciente a la subfamilia Faboideae dentro de la familia Fabaceae, que a su vez se encuentra dentro del orden de las Fabales.

## Géneros
- Lathyrus - Lens - Pisum - Vavilovia - Vicia